# پینوکیو ۱۲۹۲۷
سیارک ۱۲۹۲۷ (به انگلیسی: 12927 Pinocchio، نامگذاری:1999SU9) دوازده هزار و نهصد و بیست و هفتمین سیارک کشف شده‌است که در ۳۰ سپتامبر ۱۹۹۹ کشف شد.
قدر مطلق سیارک برابر ۱۵٫۵۰ است.